# Paul Kisch

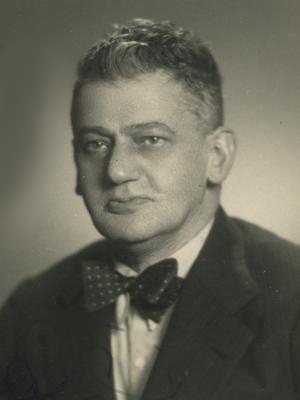
Paul Kisch (1938)

Paul Kisch (geboren 19. November 1883 in Prag, Österreich-Ungarn; gestorben 12. Oktober 1944 im KZ Auschwitz) war ein österreichischer Journalist und Literaturkritiker in Prag und Wien. Er war der älteste Bruder von Egon Erwin Kisch.

## Leben
Paul Kisch stammte aus einer alten jüdischen Familie in Prag. Seine vier jüngeren Brüder waren Friedrich (1894–1968), Egon (1885–1948), Wolfgang (1887–1914) und Arnold (1889–1942). Paul Kisch besuchte von 1893 bis 1901 das Altstädter Gymnasium im Palais Goltz-Kinsky. Mitschüler waren
Hugo Bergmann, Rudolf Illový, Franz Kafka und Emil Utitz. Paul und Egon Kisch waren Mitglied der pennalen Landsmannschaft Normannia. Ab 1901 studierte Paul an der Deutschen Universität Prag Germanistik. Das Wintersemester 1902/03 verbrachte er an der Ludwig-Maximilians-Universität München. Gleich zu Beginn seines Studiums trat er der 1848 gegründeten Lese- und Redehalle der deutschen Studenten in Prag bei. Er hörte Vorlesungen von Otokar Fischer, Victor Hadwiger, Wilhelm Kosch und Ferdinand Josef Schneider. In der Prager Schlaraffia nannte Kisch sich „Ritter Schmisso der Bohemien“ oder „Junker Paul“. Ab 1903 war er auch begeisterter Angehöriger der Prager Burschenschaft Saxonia. Die Halle war eine „deutschfreisinnige“ (liberale), Saxonia hingegen eine konservative, schlagende Studentenverbindung im (paritätischen) Burschenbunds-Convent. Paul Kisch stand in Kontakt mit bedeutenden Tschechen, darunter auch Jaroslav Hašek.
Kisch übersiedelte 1907 nach Wien und diente als Einjährig-Freiwilliger. Mit dem Arzt Oskar Scheuer gründete und edierte er dort die Deutsche Hochschule, Blätter für deutschnationale freisinnige Farbenstudenten in Österreich. Mit einer Doktorarbeit bei August Sauer wurde er 1913 zum Dr. phil. promoviert. Im Sommer 1913 trat er (in Nachfolge seines Bruders Egon) die Stelle des Lokalreporters in der Bohemia an. Wohl unter dem Eindruck Oskar Scheuers meldete er sich 1913 bei der Wiener Fidelitas „verkehrsaktiv“. Er trug auch das Band des BC-Bundes. Im Ersten Weltkrieg wurde Paul Kisch 1915 einberufen; er wurde aber für „waffenunfähig“ erklärt und im Dezember 1915 in den Landsturm versetzt. Im Februar 1917 reiste er nach Lublin, um der Exhumierung seines Bruders Wolfgang beizuwohnen. Im November 1918 übersiedelte er als Redakteur der Neuen Freien Presse nach Wien, wo er sich noch bis Juni 1938 aufhielt. Wie Egon Kisch 1942 im Exil schrieb, schwärmte Paul vom Anschluss Österreichs und dem werdenden Großdeutschland. Dessen ungeachtet wurde er am 13. September 1943 mit dem Transport Ez-St 66 (Nr. 262) aus Prag ins Ghetto Theresienstadt abtransportiert. Am 12. Oktober 1944 aus Theresienstadt mit dem Transport Eq (Nr. 335) in das KZ Auschwitz verbracht, wurde er gleich nach der Ankunft in der Gaskammer umgebracht.
Kisch schrieb den Nachruf auf Sigmund Pick alias „Abraham“. Er rezensierte Deutsche Erzähler aus der Tschechoslowakei von Otto Pick. In der Rezension von Hans Watzliks O Böhmen (1917) schrieb er, dass es in dem Roman um nichts anderes gehe als um „die Verteidigung der wichtigsten Vorposten des Deutschen gegen Osten, um das Schicksal Millionen Deutscher, die die Berge rings um das Herzland Germaniens, wie es Gustav Freytag einst  nannte, seit Jahrhunderten bewohnen“. Er befasste sich mit der Königinhofer Handschrift und würdigte Emin Pascha und Karl Hans Strobl. Briefe und Karten von Franz Kafka und Egon Kisch an Paul Kisch wurden in den letzten Jahrzehnten veröffentlicht.

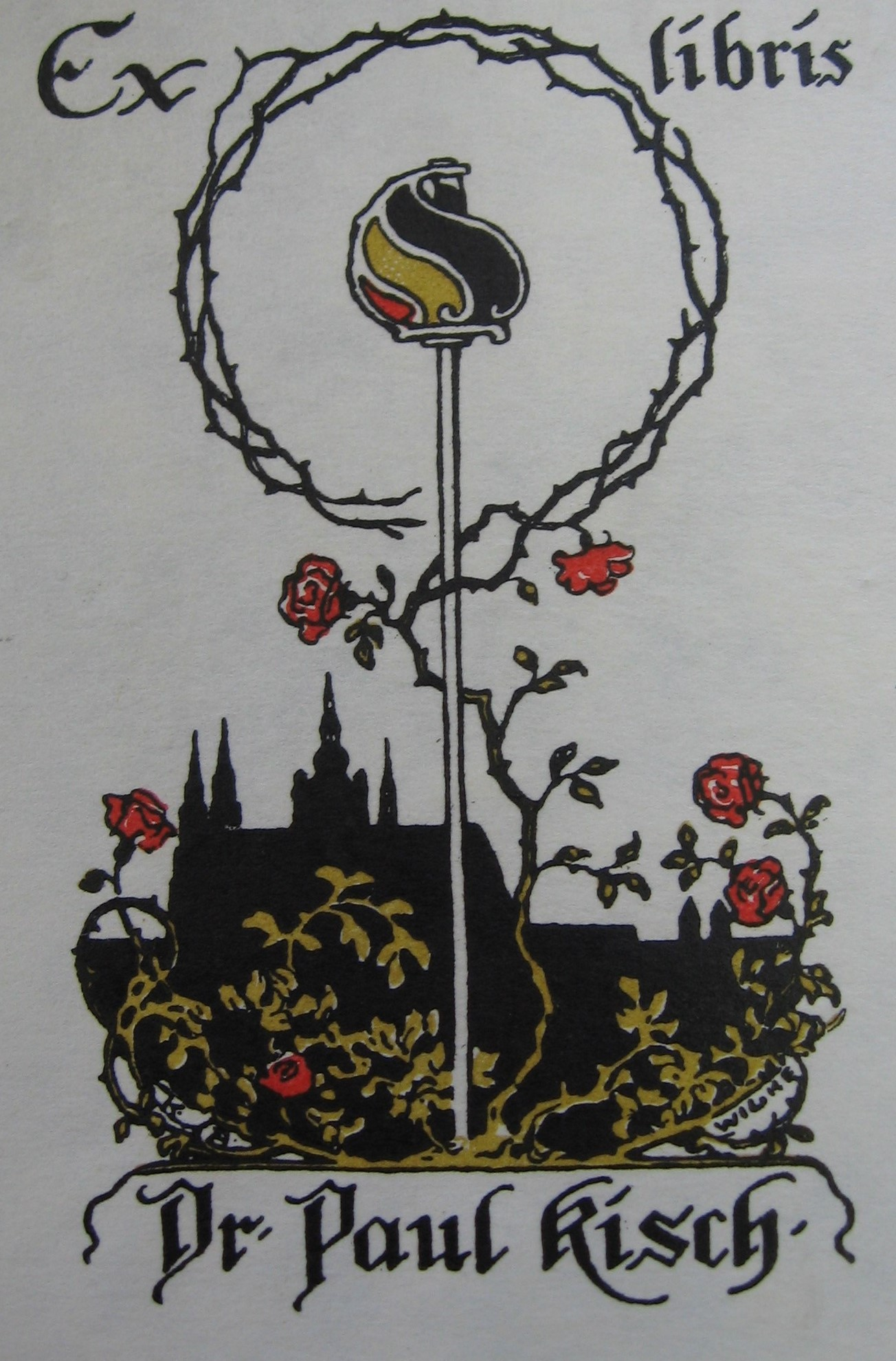
Exlibris von Paul Kisch

## Veröffentlichungen
- Hradschin. In: Deutsche Arbeit. 7/5 (1907/1908).
- Tennis-Sonett. In: Bohemia. 84/85 (26. März), Beilage (1911).
- Hebbel und die Tschechen. Das Gedicht ‚An seine Majestät, König Wilhelm I. von Preussen‘, seine Entstehung und Geschichte. (= Prager deutsche Studien. 22). Bellmann, Prag 1913.
- Hanka fecit! Zur Jahrhundertfeier der Königinhöfer Handschrift II. In: Deutsche Zeitung Bohemia 90/257 (19. September 1917).
- Der Kampf um  die Königinhofer  Handschrift. Ein Beitrag zur Jahrhundertfeier. (= Sammlung gemeinnütziger Vorträge. 472/474 = Kriegsheft 25). Prag: Verlag des deutschen Vereins zur Verbreitung gemeinnütziger Kenntnisse 1918.
- Drei Romane von Ernst Weiß. In: Deutsche Zeitung Bohemia 91/227 (20. August 1918), 3f.
- Der Dichter der verlorenen Heimat. In: Die Muskete. (4. November 1920).
- „Stoßt an, wir Prager und das alte Band“. Zur Jubelfeier Karl Hans Strobl und seiner Vaclavbude. In: Deutsche Hochschulwarte. 7 (1926/1927), S. 98–100.
- Das geliebte Prager Lied. Zu Prag auf der hohen Schule. In: Deutsche Hochschulwarte. 7 (1927/1928), S. 14.
- Zehn Jahre Deutschösterreich. In: Bohemia. 101/270, 13. November 1928.
- Der Burschenschafter Emin Pascha. In: Deutsche Hochschule: Zeitschrift des Burschenbunds-Convents, BC, Verbandes National-Freiheitlicher Corporationen, Der Altherren-Ausschuß des BC. 18 (1928/1929), S. 56f.
- mit Arthur Werner: Der Prager deutsche Student im Gedicht. Dr. A. Werner, Aussig 1929.
- Czechische Erstaufführung auf Carl-Theater. In: Neue Freie Presse. Nr. 23167 (14. März 1929), S. 14.
- Paul Kisch auf dem Festkommers der Lese- und  Redehalle deutscher Studenten in Prag am 16. November 1933. In: Deutsche Hochschulwarte. 13 (1933), S. 174f.

## Rezensionen
- Hans Watzlik: O Böhmen. In: Deutsche Zeitung Bohemia. 91/40 (10. Februar 1918), 3f.
- Otto Pick (Hg.): Deutsche Erzähler aus der Tschechoslowakei. In: Deutsche Zeitung Bohemia. 96/31 (8. Februar 1923), 3f.
- Jaroslav Durych: Die Karthäuse von Walditz. In: Neue Freie Presse. 25225 (2. Dezember 1934).
- Hermann Grab: Der Stadtpark. In: Neue Freie Presse. 25251 (30. Dezember 1934).
- Herbert Cysarz (Hg.): Wir tragen ein Licht. Rufe und Lieder sudetendeutscher Studenten. In: Neue Freie Presse. 25451 (21. Juli 1935).
- Emil Vachek: Der Hühnersteig. In: Neue Freie Presse. 25507 (15. September 1935), 29.